# Cyprus International 2003
Die Cyprus International 2003 im Badminton fanden vom 15. Oktober bis zum 19. Oktober 2003 in Nikosia statt.

## Sieger und Platzierte
| Disziplin    | Gold                           | Silber                            | Bronze                                |
| ------------ | ------------------------------ | --------------------------------- | ------------------------------------- |
| Herreneinzel | Daniel Damgaard                | Arturo Ruiz López                 | Pavlos Charalambidis                  |
| Herreneinzel | Daniel Damgaard                | Arturo Ruiz López                 | Theodoros Velkos                      |
| Dameneinzel  | Katarzyna Krasowska            | Simone Prutsch                    | Maria Ioannou                         |
| Dameneinzel  | Katarzyna Krasowska            | Simone Prutsch                    | Florentina Petre                      |
| Herrendoppel | Peter Hasbak Simon Mollyhus    | Bruce Topping Mark Topping        | Stilian Makarski Vladimir Metodiev    |
| Herrendoppel | Peter Hasbak Simon Mollyhus    | Bruce Topping Mark Topping        | Giorgos Patis Theodoros Velkos        |
| Damendoppel  | Mette Melcher Karina Sørensen  | Maria Ioannou Katarzyna Krasowska | Alexandra Olariu Florentina Petre     |
| Damendoppel  | Mette Melcher Karina Sørensen  | Maria Ioannou Katarzyna Krasowska | Dimitriika Dimitrova Atanaska Spasova |
| Mixed        | Simon Mollyhus Karina Sørensen | Peter Hasbak Mette Melcher        | Peter Jensen Louise Thastrup          |
| Mixed        | Simon Mollyhus Karina Sørensen | Peter Hasbak Mette Melcher        | Brian Smyth Caitriona Farrell         |